# 파얌 니아즈만드
세예드 파얌 니아즈만드 가데르(페르시아어: سید پیام نیازمند, Seyed Payam Niazmand Ghader, 1995년 4월 6일 ~ )는 이란의 축구 선수로, 포지션은 골키퍼이며 현재 포르투갈 프리메이라리가의 포르티모넨스 SC에서 이란 페르시안 걸프 프로리그의 클럽 세파한 SC으로 임대되어 활약하고 있다.